# Deildartunguhver
Deildartunguhver è una località del comune di Borgarbyggð nell'Islanda occidentale che si trova nei pressi di Reykholt, all'intersezione tra la Borgarfjarðarbraut e la Hálsasveitarvegur.
È una sorgente di acqua calda che, con una portata di 180 litri al secondo ed una temperatura di 97 °C, è la maggiore in Europa.
Parte dell'acqua viene utilizzata per il teleriscaldamento, con una conduttura di 34 km verso Borgarnes ed una di 64 km verso Akranes.

## Galleria d'immagini

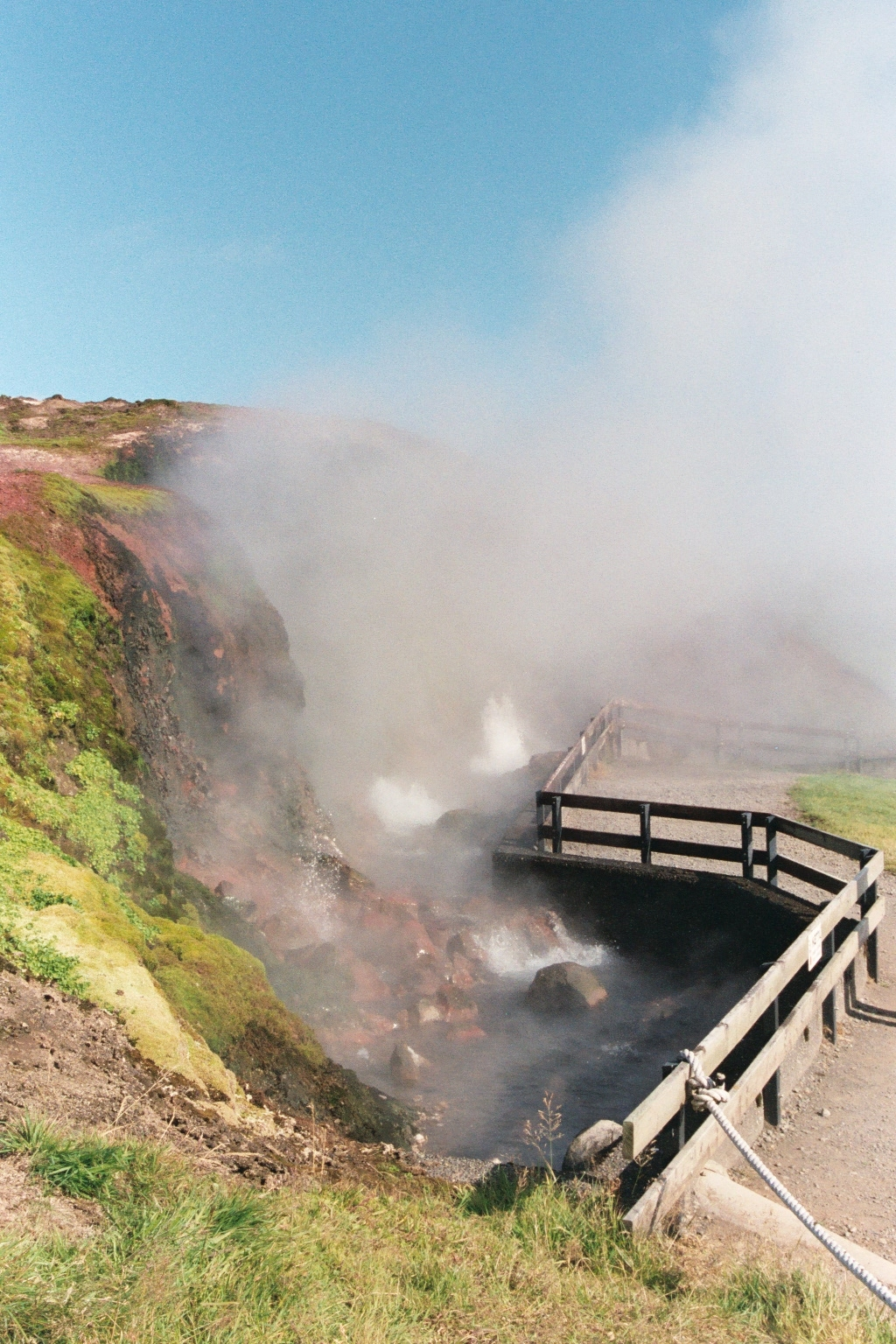
Sorgente
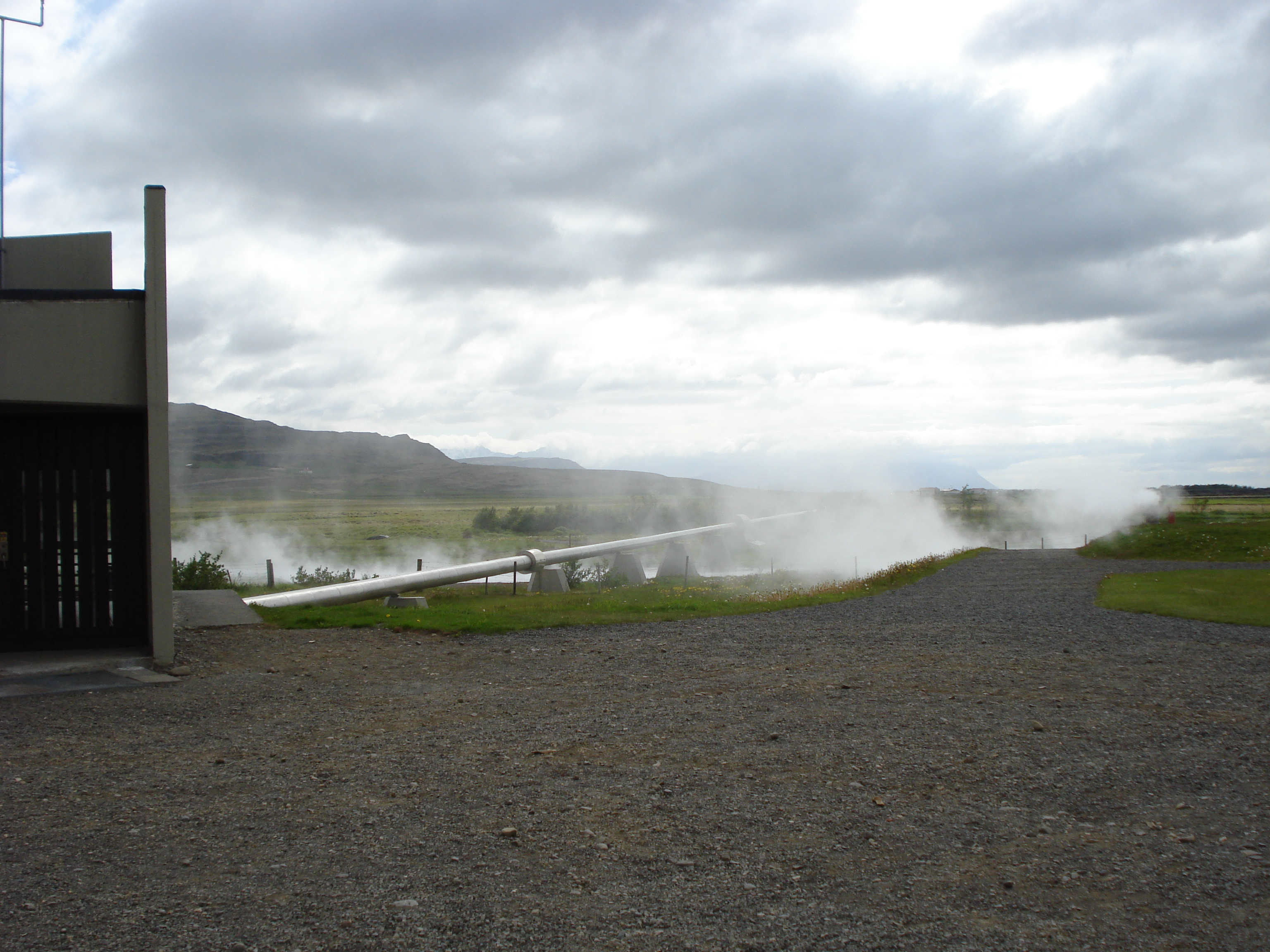
Impianto